# Theridion setosum
Theridion setosum là một loài nhện trong họ Theridiidae.
Loài này thuộc chi Theridion. Theridion setosum được Ludwig Carl Christian Koch miêu tả năm 1872.